# Башнефть
ПАО АНК «Башнефть» (баш.  АНК ААЙ «Башнефть») — российская вертикально-интегрированная нефтяная компания, с 2016 года входит в ПАО НК «Роснефть». Полное наименование — Публичное акционерное общество «Акционерная нефтяная компания „Башнефть“». Главный офис расположен в городе Уфе (Башкортостан).

## История
Появлению «Башнефти» способствовало началу развития нефтяной промышленности в Башкирии, началом которого стало открытие 16 мая 1932 года под руководством инженера-геолога Алексея Блохина Ишимбайского нефтяного месторождения на территории современного города Ишимбая.
В сентябре 1935 года трест «Востокнефть» был разделен на два самостоятельных треста «Востокнефть» (Куйбышев) и «Башнефть» (Уфа). В 1937 году произошло открытие крупного Туймазинского нефтяного месторождения на западе БАССР . На базе треста «Башнефть» в 1940 году создается «Башнефтекомбинат», в котором концентрируется управление всей нефтяной промышленностью Башкирии, включая нефтепереработку. В тяжёлые годы войны, значимость предприятия возросла в условиях потери ряда нефтепромыслов на Северном Кавказе. В этих условиях, коллектив предприятия активно занимался наращиванием объёмов бурения скважин, геологоразведочных работ, увеличением объёмов добычи нефти. С апреля 1942 по 1957 год начальником объединения «Башнефть» был Степан Иванович Кувыкин, внесший значительный вклад в развитие нефтяной промышленности в регионе. В эти годы были открыты значительные запасы нефти девонских отложений. Особую роль в наращивании ресурсной базы предприятия сыграл бывший в то время главный геолог молодого треста Андрей Алексеевич Трофимук, будущий прославленный академик. В 1945 году произошло преобразование «Башнефтекомбината» в объединение «Башнефть». Все геологоразведочные работы, бурение и добыча перешли во вновь созданное объединение «Башнефть» В его состав вошли тресты «Ишимбайнефть» (самый первый), «Туймазанефть», «Башнефтеразведка», «Башнефтестрой», Ишимбайский машиностроительный завод и завод «Красный пролетарий», «Башнефтепроект» и «Баштехснабнефть». В послевоенные годы происходило бурное развитие предприятия. На этот период приходиться такие важные события как открытие многих месторождений на западе и северо-западе республики. В 1949 открыто Серафимовское, в 1953 году было открыто Шкаповское месторождение, в 1955 году — Арланское, Манчаровское и т. д. Предприятие стало полигоном для внедрения новейших технологий нефтяной отрасли: впервые в истории страны на Туймазинском месторождении применена система поддержания пластового давления (ППД), путём закачки воды в пласт, которая позволила значительно увеличить коэффициент извлечения нефти (КИН).
В 1954 году объединение вышло на первое место в СССР среди нефтедобывающих объединений. В 1967 году объединение вышло на максимальный объем добычи нефти за всю свою историю -порядка 48 млн.тонн нефти в год. В 1980 году ПО «Башнефть» добыла миллиардную тонну нефти с начала разработки нефтяных месторождений Башкирии.
В 1975 году переименована в Производственное объединение «Башнефть», с 1995 года — открытое акционерное общество.

### Приватизация компании (2002)
В 2002 году компании «Башнефть», а также «Башкирнефтепродукт», Уфимский НПЗ, «Уфанефтехим», «Уфаоргсинтез» и «Новойл» были приватизированы семью никому не известными ООО, а затем переданы в «Башкирский капитал», основным бенефициаром которого считался Урал Рахимов, сын Муртазы Рахимова, бывшего президента Республики Башкортостан в 1993—2010 годах. В 2003 году Счётная палата расценила этот факт как «беспрецедентный случай хищения активов из государственной собственности». До апреля 2009 года считалось, что контроль над компанией принадлежал структурам Урала Рахимова, контролировавшего компанию через ряд организаций.
В 2005 году 25-процентные пакеты акций шести предприятий башкирского ТЭКа, включая «Башнефть», выкупила АФК «Система» за $600 млн. В 2009 году АФК «Система» выкупила контрольные пакеты акций этих предприятий за $2,5 млрд. Деньги, как считается, получили четыре фонда с названиями «Урал», «Агидель», «Инзер» и «Юрюзань».
В 2009 году «Башнефть» стала управляющей компанией для ОАО «Уфимский нефтеперерабатывающий завод», ОАО «Новойл», ОАО «Уфанефтехим», ОАО «Уфаоргсинтез», с 2010 года — для ОАО «Башкирнефтепродукт» и с 2012 года — для «Оренбургнефтепродукт».
В 2009 году создана дочерняя компания ООО «Башнефть-Добыча», объединяющая НГДУ «Ишимбайнефть», НГДУ «Арланнефть», НГДУ «Краснохолмскнефть», НГДУ «Туймазанефть», НГДУ «Уфанефть» и НГДУ «Чекмагушнефть».
В декабре 2010 года компания, предложив за лицензии 18,476 млрд руб., была признана победителем в фактически несостоявшемся конкурсе на право разработки крупных нефтяных месторождений имени Романа Требса и имени Анатолия Титова. Тем самым «Башнефть» смогла обойти явных фаворитов — «Роснефть», «Сургутнефтегаз» и «Лукойл». Суммарные извлекаемые запасы и ресурсы нефти по данным месторождениям — 89,73 млн тонн по категории С1, 50,33 млн тонн — по категории С2 и 59,29 млн тонн — по категории С3. Позднее, в апреле 2011 года «Башнефть» подписала соглашение с «Лукойлом» о создании совместного предприятия по разработке этих месторождений, само СП было создано в конце 2011 года.
По состоянию на февраль 2011 года контрольный пакет акций компании (61,29 % голосов) принадлежал ОАО АФК «Система», ещё 25 % — компании «Система-инвест».

### Слияния и поглощения
В апреле 2011 года «Башнефть» приобрела у компании «РуссНефть» 94,041 % акций ОАО «Оренбургнефтепродукт» (100 % обыкновенных и 76,16 % привилегированных бумаг). По оценке источников, близких к руководству участников сделки, за актив «Башнефть» заплатила чуть меньше $100 млн. ОАО «Оренбургнефтепродукт» является крупнейшим поставщиком нефтепродуктов в Оренбургской области (по данным сайта компании), объединяет 93 АЗС и 16 нефтебаз.
В марте 2014 года «Башнефть» купила 100 % ООО «Бурнефтегаз», ведущего разведку и добычу нефти в Тюменской области. Сумма сделки превысила $1 млрд. Приобретённая компания владеет правом на разработку двух участков — Восточно-Вуемского, Тортасинского, на территории которых обнаружены два месторождения, общие извлекаемые запасы которых превышают 53 млн тонн нефти. Кроме того, «Бурнефтегаз» владеет лицензиями на разведку на Северо-Итьяхском и Восточно-Унлорском участках. Выручка компании за 2012 год — 356 млн рублей, чистый убыток — 107,5 млн рублей.

### Деприватизация компании (2014—2015). Продажа госпакета (2016)
16 сентября 2014 года Следственный комитет РФ в рамках расследуемого дела «по факту хищения акций предприятий, входящих в топливно-энергетический комплекс Республики Башкортостан, и их легализации» предъявил владельцу «Системы» Владимиру Евтушенкову обвинение в отмывании денежных средств, он был помещён под домашний арест. В конце сентября 2014 года Генпрокуратура РФ подала иск об аресте принадлежащих АФК «Система» акций «Башнефти» и об их истребовании в госсобственность (то есть фактически о деприватизации компании).
Юристы «Системы» в ходе судебного процесса апеллировали к тому, что «Башнефть» никогда не принадлежала Росимуществу. Представитель «Системы» указал на то, что собственником Башнефти до приватизации выступали не федеральные, а республиканские власти.
30 октября 2014 года Арбитражный суд Москвы удовлетворил иск Генпрокуратуры РФ, вынеся решение изъять со счетов АФК «Система» и ЗАО «Система-Инвест» 71 % акций компании «Башнефть» и передать их в федеральную собственность. 9 декабря суд признал приватизацию «Башнефти» незаконной, изъяв 71 % акций компании в пользу государства. Менее чем через неделю Владимир Евтушенков был отпущен на свободу. 50,08 % «Башнефти» получило государство в лице Росимущества, 25 % — Башкортостан.
16 мая 2016 года указом Владимира Путина «Башнефть» была исключена из перечня стратегических предприятий, спустя 10 дней Дмитрий Медведев включил ее в план приватизации на 2016 год, однако в августе он перенёс приватизацию на более поздний срок.
6 октября 2016 года правительство России выпустило директиву, обязывающую руководство «Роснефти» на заседании совета директоров голосовать за покупку 50,0755 % акций «Башнефти». При этом до 15 октября было необходимо получить одобрение всех регуляторов и подписать договор о купле-продаже акций «Башнефти», цена покупки не должна превысить 330 миллиардов рублей. Среди других претендентов на госпакет назывались «Лукойл», «Татнефть» и «Независимая нефтегазовая компания».
10 октября 2016 года Дмитрий Медведев подписал распоряжение правительства, согласно которому государственный пакет в 50,075 % акций «Башнефти» будет продан «Роснефти» за 329,7 млрд рублей. Сама сделка по продаже должна пройти до 14 октября и средства от продажи пакета должны поступить в федеральный бюджет РФ 2016 года. 12 октября 2016 года сделка по продаже акций «Башнефти» в пользу «Роснефти» была завершена.

## Дело «Башнефти» (2017)
В мае 2017 года Роснефть и Башнефть подали иск в арбитражный суд Москвы против АФК «Система» на 106,6 млрд руб., обвиняя компанию в обесценении актива. Это событие стало причиной падения акций АФК «Система» на 30 % за один день. Московский арбитраж не стал рассматривать иск, после чего «Роснефть» перенаправила его в арбитраж Башкирии, увеличив претензии до 170,6 млрд руб. (в ходатайстве это объяснялось тем, что компания продавала свою продукции по «соответствующим международным котировкам в долларах США», чей курс с 2014 года вырос).
26 июня 2017 года для обеспечения требований в рамках иска судебными приставами были арестованы 31,76 % акций в уставном капитале ПАО «МТС», 100 % акций в сети клиник «Медси» и 90,47 % акций АО «БЭСК», на время ареста было запрещено получать дивиденды. Представитель «Системы» сообщал, что акционеры компании и МТС в результате иска «Роснефти» уже понесли ущерб более чем 150 млрд руб. из-за падения стоимости акций.
Судебный процесс начался 27 июня 2017 года. «Система» предлагала заключить внесудебное соглашение, но в «Роснефти» ответили, что не получали «ничего, что можно назвать предложениями».
17 июля 2017 года АФК Система объявила о техническом дефолте по кредитным обязательствам на 3,9 млрд руб. из-за наложенного ареста на ряд её активов. После этой новости акции компании на торгах Московской биржи упали на 3,2 %. Повторный дефолт на сумму в 8,9 млрд руб. наступил 28 августа.
23 августа арбитражный суд Башкирии взыскал с АФК «Система» и «Системы-Инвест» 136,4 млрд руб.
В ходе процесса Владимир Путин встречался по отдельности с главами Роснефти и АФК «Система». 5 сентября 2017 года он сообщил, что рассчитывает на заключение пошедшего бы на пользу как обеим компаниям, так и российской экономике в целом мирового соглашения.

## Собственники и руководство
С июня 2015 года форма собственности изменена на Публичное акционерное общество. Акции компании торгуются на Московской бирже (тикер BANE).
3 июля 2015 года на сайте Росимущества появилось сообщение о передаче 25 % + 1 акции в собственность Республики Башкортостан в соответствии с распоряжением Правительства Российской Федерации от 26 июня 2015 г. и Указом Президента Российской Федерации от 21 июня 2015 г. № 317.
С 2016 года основным акционером компании является государственная нефтяная компания «Роснефть». До этого акции «Башнефти» принадлежали АФК Система и связанным с ней компаниям.
Председатель совета директоров ПАО АНК «Башнефть» — Касимиро Дидье. В декабре 2021 года Дидье Казимиро сохранил пост председателя совета директоров Башнефти, занимаемый им с июля 2020 года, по итогам выборов в управляющей орган компании. Генеральный директор ПАО АНК «Башнефть» — Татриев Хасан Курейшевич.

## Деятельность
Компания ведёт добычу нефти на территории Башкортостана, Татарстана, Оренбургской области из месторождений Волго-Уральской нефтегазоносной области (всего свыше 180 месторождений). Также компания добывает нефть на лицензионных участках в Ханты-Мансийском автономном округе. На конец 2009 года доказанные запасы компании по категории 1P составляли 1,3 млрд баррелей (177,4 млн т) нефти, а с учётом вероятных и возможных — 2,1 млрд баррелей (286,5 млн т).
«Башнефти» принадлежит три нефтеперерабатывающих завода мощностью 24,07 млн т в год («Уфанефтехим», Уфимский нефтеперерабатывающий завод и «Новойл», а также «Уфаоргсинтез», Шкаповское ГПП", «Туймазинское ГПП». Нефтеперерабатывающий комплекс «Башнефти» остается в числе лидеров отрасли по таким ключевым показателям, как выход светлых нефтепродуктов и глубина переработки. В 1 квартале 2021 года глубина переработки нефти составила 88,6 %, выход светлых — 69,3 %.
За сбыт продукции компании ответственны собственные нефтебазы, расположенные на территории Башкортостана, Удмуртии и Оренбургской области, 544 собственные АЗС (принадлежат дочерней ООО «Башнефть-Розница»), расположенные в 15 регионах России.
По оценке замдиректора аналитического департамента компании «Альпари» Анны Кокоревой, к 2016 году «Башнефть» контролировала 7 процентов общероссийской переработки нефти, 4 процента добычи и 12 процентов российского рынка бензина.

### Структура бизнеса
В состав компании входят следующие основные юридические лица:
| Разведка и добыча                  | Нефтепереработка и нефтехимия | Сбыт и логистика                    |
| ---------------------------------- | ----------------------------- | ----------------------------------- |
| ООО «Башнефть-Добыча»              | Филиал «Башнефть-Уфанефтехим» | ПАО «Башнефть-Розница»              |
| ООО «Башнефть-Полюс»               | Филиал «Башнефть-УНПЗ»        | ПАО «Башнефть-Региональные продажи» |
| ООО «Нефтяная компания ВОСТОК-НАО» | Филиал «Башнефть-Новойл»      |                                     |
| ООО «Соровскнефть»                 | ПАО «Башнефть-Сервис НПЗ»     |                                     |
| ООО «РН-БашНИПИнефть»              | АО «ОНК»                      |                                     |
| Bashneft International B.V.        |                               |                                     |

### Перспективные проекты
Важнейшим перспективным проектом помпа является разработка нефтяных месторождений имени Романа Требса и Анатолия Титова в Ненецком автономном округе. Ожидается, что месторождение будет разрабатываться совместно с «Лукойлом» (в декабре 2011 года компании создали совместное предприятие для его разработки), нефть будет вывозиться через порт Варандей на побережье Баренцева моря, принадлежащий «Лукойлу». Предполагается, что месторождение будет запущено в конце 2013 — начале 2014 годов, затраты на освоение оцениваются в 6—8 млрд $, добыча — в 6 млн т нефти в год.
Компания планирует развивать нефтепереработку, до 2016 года инвестиции в её развитие, как ожидается, должны были составить более 35 млрд руб..
C апреля 2011 года компания начала производство авиакеросина. По состоянию на ноябрь 2011, компания поставляет авиакеросин в аэропорты Уфы, Екатеринбурга, Перми, Ульяновска.
В ноябре 2012 года «Башнефть» подписала контракт на разведку и разработку Блока 12 в Ираке в провинциях Наджаф и Мутанна, приблизительно в 80 км юго-западнее Самава.

### Показатели деятельности
В 2015 году «Башнефть» добыла 19,9 млн тонн нефти (в 2014 году — 17,8 млн т), или 398 тыс. баррелей в сутки. Объём переработки нефти на заводах компании составил 19,1 млн т (в 2014 году — 21,6 млн т), глубина переработки — 85,8 % (годом ранее — 84,6 %).
Выручка компании в 2015 году по МСФО составила 611 273 млн руб (в 2014 году — 637 271 млн руб), чистая прибыль — 59 564 млн руб (43 146 млн руб в 2014 году).
По итогам 2021 года чистая прибыль «Башнефти» по МСФО составила 84,9 млрд руб., выручка — 851,7 млрд руб.
Чистая прибыль «Башнефти» по РСБУ в 2024 году составила 103,2 млрд рублей против прибыли в 167,4 млрд рублей в 2023 году. Об этом говорится в финансовой отчетности компании.
Выручка «Башнефти» в 2024 году выросла до 840,83 млрд рублей с 766,48 млрд рублей в 2023 году. Прибыль от продаж снизилась до 107,5 млрд рублей с 162 млрд рублей.
Валовая прибыль упала до 169,9 млрд рублей с 234,8 млрд рублей. Прибыль до налогообложения сократилась до 122,8 млрд рублей с 191,6 млрд рублей.

### Рейтинговые оценки
Рейтинговое агентство «Эксперт РА» в 2017 году присвоило ПАО АНК «Башнефть» рейтинговую оценку ruAAA со стабильным прогнозом. Рейтинг ежегодно подтверждается на этом же уровне (2018-2025).

### Научная база
ПАО АНК «Башнефть» располагает мощным научным потенциалом в виде научно-исследовательского и проектного института ООО «РН-БашНИПИнефть». Институт был образован в 1947 году, когда для научно-технического обеспечения разработки залежей девонской нефти был создан Уфимский НИИ. Сегодня в «БашНИПИнефть» работает более 40 кандидатов наук и 3 доктора наук. Башнефть проводит техническое переоснащение и реорганизацию лабораторий и отделов института, расширяет объёмы и спектр проводимых научных исследований, внедряет новые стандарты качества. Вице-президент ОАО АНК «Башнефть» по добыче и геологии Александр Дашевский заявлял о том, что на основе отдела математического моделирования будет создан современный центр гидродинамики, оснащенный компьютерными станциями последнего поколения, способный решать задачи повышенной сложности.
Освоение месторождений им. Р. Требса и А. Титова также проходит при участии «БашНИПИнефть», который является главным проектировщиком проекта освоения месторождения. В рамках проекта уже выполнен зональный проект разведочного бурения, создается технологическая схема разработки месторождений, предусматривающая создание геологической и фильтрационной моделей.

## Обвинения в нарушении законодательства
В декабре 2011 года Федеральная антимонопольная служба России наложила на «Башнефть» крупный штраф за нарушение антимонопольного законодательства. Согласно решению ФАС, компания «установила и поддерживала монопольно высокие цены на оптовом рынке автомобильных бензинов в период с апреля по сентябрь 2011 года». Сумма наложенного административного штрафа составила 778,245 млн руб.
В октябре-ноябре 2014 года Совет директоров Башнефти одобрил сделки по поставке нефтепродуктов 4 компаниям, предположительно аффилированным между собой через общего бенефициара. Общая сумма сделок — 351,5 млрд рублей. По мнению муниципального депутата Москвы Алексея Лисовенко, при этом были нарушены права акционеров компании. Лисовенко направил заявления в Генпрокуратуру России и Следственный комитет.

## Происшествия
20 апреля 2012 года на месторождении имени Требса, совместно разрабатываемом «Башнефтью» и «Лукойлом», произошла авария, нанёсшая существенный ущерб природной среде: свыше суток продолжалось фонтанирование нефти из расконсервированной скважины, что привело к масштабному загрязнению территории. По данным пресс-службы администрации Ненецкого автономного округа, площадь загрязнения превысила 5 тысяч м2, объём пролившейся нефти — 600 т (в независимых источниках назывались цифры до 2,2 тыс. т). Позднее, в мае 2012 года, компания в связи с аварией уволила старшего вице-президента по добыче нефти и газа и директора департамента по добыче нефти и газа.

## Социальная политика
В 2009—2015 компания выделила более 7,5 млрд руб. на развитие социальной инфраструктуры Башкортостана и других регионов присутствия бизнеса компании (Оренбургская область, Ненецкий автономный округ).

### Спонсорская деятельность
С марта 2015 года ПАО АНК «Башнефть» стало генеральным спонсором хоккейного клуба «Салават Юлаев» после прекращения финансирования клуба со стороны БФ «Урал».
Также «Башнефть» реализует проекты, направленные на поддержку и развитие Федерации бокса Башкортостана и шашечного клуба «Башнефть», который известен в мире шашечного спорта далеко за пределами России. В 2010 году в Уфе при поддержке Башнефти состоялся Чемпионат Европы по спидвею на льду.

### Благотворительность
В 2009—2018 годах в рамках благотворительной помощи компанией было выделено более 12 млрд руб. Компания шефствует над Уфимским городским социально-реабилитационным центром для несовершеннолетних, в котором проживают около 50 детей. Кроме того, «Башнефть» финансирует строительство и ремонт множества социальных и инфраструктурных объектов в регионах присутствия бизнеса.

### Экология
«Башнефть» декларирует строгое следование нормам природоохранного законодательства в части обеспечения охраны и восстановления земельных ресурсов, охраны атмосферного воздуха и охраны водных ресурсов. В настоящее время для утилизации нефтесодержащих отходов используется установка «Альфа-Лаваль». При помощи установки переработано более 130 тыс. м³ нефтешлама. Благодаря этому компания смогла избавиться к началу 2011 года от 16 нефтешламовых амбаров. Позднее на территории амбаров проведены рекультивационные работы. Выбросы в атмосферу не превышают норму и ежегодно снижаются. Резервуарные парки Башнефти оснащены современными герметичными системами улавливания легких фракций углеводородов. Эти меры позволяют ежегодно предотвращать выброс в атмосферный воздух до 87,6 тыс. тонн загрязняющих веществ. Водоочистные сооружения установленные на всех заводах группы снижают загрязнение промышленных стоков нефтепродуктами в 100 раз. В итоге около 67 % очищенной воды возвращается в промышленный цикл, а около 30 % поступают в реку Белая. Возвращаемая вода по своим характеристикам чище воды, которую предприятия берут из реки. В июне 2015 года заключен контракт с компанией KMT на строительство новой установки утилизации нефтешламов на базе уфимской группы заводов.